# Afrikaanse rotsratten
Afrikaanse rotsratten (familie Petromuridae, geslacht Petromus) zijn een familie en geslacht van Afrikaanse knaagdieren uit de onderorde Hystricognathi. De familie is het nauwste verwant aan de rietratten (Thryonomyidae), waarmee het de superfamilie Thryonomyoidea vormt.

## Soorten
Tegenwoordig bestaat er nog maar één soort, de rotsrat (Petromus typicus) uit de droge gebieden van zuidelijk Angola, Namibië en Zuid-Afrika. Daarnaast zijn er nog twee fossiele soorten, Petromus minor Broom, 1939, uit het Laat-Plioceen van Taung in Zuid-Afrika, en Petromus antiquus Sénégas, 2004, uit het Vroeg-Plioceen van Sterkfontein, ook in Zuid-Afrika. Daarnaast is er nog wat materiaal uit noordelijk Namibië.